# Cerradomys goytaca
Cerradomys goytaca — вид гризунів з Південної Америки з роду Cerradomys. Зустрічається лише на піщаних рівнинах на південному сході Бразилії.